# Cobquecura
Cobquecura este un târg și comună din provincia Ñuble, regiunea Bío Bío, Chile, cu o populație de 5.043 locuitori (2012) și o suprafață de 570,3 km2.